# Lisa Smirnova
Lisa Smirnova (6 de agosto de 1972) es una pianista austriaca, originaria de Moscú.

## Biografía
Smirnova tomó su primera lección de piano con Anna Pávlovna Kantor en la Escuela Gnessin de Moscú antes de ser aceptada en la clase de Lev Naumov en el Conservatorio Tchaikovsky de Moscú en 1990. En 1991, comenzó sus estudios en el Mozarteum de Salzburgo bajo Carl Heinz Kaemmerling, y en 1998 pasó sus exámenes finales, con distinción. En paralelo a esto, amplió sus estudios bajo la tutela de Maria Curcio y Robert Levin en Londres.
Su carrera internacional comenzó en 1992 con su debut en el Carnegie Hall. Desde entonces ha dado a actuaciones en Europa, Asia y las Américas, en auditorios como el Suntory Hall de Tokio, el Wigmore Hall en Londres, el Wiener Musikverein, el Konzerthaus de Viena, Concertgebouw de Ámsterdam y la Sala Verdi de Milán, entre otros. Es regularmente invitada en festivales de música como el Festival de Lucerna, el Festival de Salzburgo, la Semana Mozart de Salzburgo, el Schleswig-Holstein Festival de Música y el Styriarte de Graz. Ha realizado grabaciones de radio en Alemania con la ORF, BR, NDR, SDR, WDR, así como con la BBC, la NPR y la Radio de Francia. Sus emisiones han sido galardonados con numerosos premios.
Smirnova ha tocado con notables directores de orquesta como Ivor Bolton, Andrey Boreyko, Manfred Honeck, Carlos Kalmar, Lev Markiz, Andres Mustonen, o John Storgårds, y con orquestas tales como la State Kapelle de Weimar, la de cámara alemana de la Academia de Neuss, la Filarmónica de Jena, la Halle Orquesta, la Filarmónica de Wuerttemberg, la Orquesta Mozarteum de Salzburgo, la Orquesta Tonkunstler de la Baja Austria, la Orquesta de Cámara de Viena, la Sinfónica de Varsovia, la Orquesta Filarmónica de Zagreb, la Orquesta Sinfónica de la RTV Eslovena, la Filarmónica de Belgrado, la Filarmónica de Breslau W. Lutoslawski, la Orquesta de Cámara ProMusica y la Filarmónica de Illinois. 
Sus compañeros de música de cámara han incluido, entre otros a Benjamin Schmid, Clemens Hagen, Sergei Nakariakov, Dmitry Sitkovetsky, Antje Weithaas, Thomas Zehetmair, así como a los miembros de Astor Piazzolla New Tango Quintett, el Belcanto String Trio, los solistas de viento la Filarmónica de Berlín y el Cuarteto de Cuerda de Leipzig.
Su dedicación a la nueva música la ha llevado a interpretar estrenos mundiales y nacionales de obras significativas de compositores contemporáneos como Giya Kanchell, Friedrich Gulda, Rodion Schtschedrin, Valentin Silvestrov, Wolfgang Rihm, Maxim Seloujanov y Minas Borboudakis.
Smirnova, junto con Andres Mustonen, funda el Nuevo Conjunto Clásico de Viena en 2007, con músicos como Benjamin Ziervogel (violín), Werner Neugebauer (violín), Firmian Lermer (viola), Detlef Mielke (violonchelo) y Herwig Neugebauer (bajo). Además, asumió el cargo de Directora Artística del Festival de Música de Nagasaki-Ojika en Japón desde el 2007 al 2012.
Smirnova también se ha comprometido en el apoyo a la siguiente generación de músicos. Entre 2002 y 2015 impartió clases magistrales anuales en Alemania, Austria y Japón. Además, en el 2007 ejerció la enseñanza en la Universidad del Mozarteum de Salzburgo, cuando fue ayudante de la clase del profesor Karl-Heinz Kaemmerling. También enseñó a los estudiantes en el Leopold Mozart Instituto para superdotados hasta el año 2009. De 2010 a 2015 fue Directora Artística de la Academia Razumovsky de Música de Viena, que fundó y que apoya el desarrollo de los niños y jóvenes superdotados. En el año 2016 aceptó una oferta de la Escuela de Música Robert Schumann en Düsseldorf, donde es profesora de piano y Directora del Centro de Aprendizaje Schumann Junior.
La especialidad de Smirnova se encuentra en las obras del barroco y el clásico Vienés. Además tiene un gran interés por los proyectos musicales interdisciplinares, innovadores y poco convencionales.

## Premios y reconocimientos
- 2012: Instrumental Choice from the BBC Music Magazine for the performance of Handel’s “The Eight Great Suites.”
- 2005: Diapasón 5 for the performance of J.S. Bach’s Six Sonatas and Partitas con Benjamin Schmid (violin) with Piano Accompaniment by R. Schumann.
- 1997: Editor´s Choice from SoundScapes Magazine Australia for the performance of N. Paganini’s 24 Caprice for Violin with Piano Accompaniment by R. Schumann (con Benjamin Schmid, violín)
- 1993: Brahms Prize del Schleswig-Holstein Music Festival
- 1993: Concourse Haydn Schubert de Sarrebourg
- 1992: International Keyboard/Piano Competition Cologne – Tomassoni Foundation
- 1992: Missouri International Piano Competition
- 1991: Citta di Marsala

## Discografía
- L. van Beethoven: Sonata no. 32 op. 111, Prokófiev: Sonata N.º 8 op. 84 (en vivo en el Concertgebouw de Ámsterdam), Paladino Music 2016
- D. Shostakovich: Preludios; Prokófiev: Visions Fugitives; Weill: 7 Piezas de la "Opera de tres centavos" (con Benjamin Schmid, violín), Ondine 2015
- G. F. Händel: Las Ocho Grandes Suites, ECM New Series 2011/2012
- J. S. Bach: Seis Sonatas y Partitas para Violín con acompañamiento de Piano de Robert Schumann (con Benjamin Schmid, violín), 1995/2010 MDG, el Estreno Mundial de la Grabación
- Valses para Piano Solo, Valses de Chopin, Schubert, Strauss/Tausig, Tchaikovsky, Scriabin, Ravel, Satie, Oehms Classics 2003
- "Bises de Concierto", obras de Milhaud, Ravel, Brahms, Saint-Saëns, Bazzini, Tchaikovsky (con Benjamin Schmid, violín), Oehms Classics 2003
- E. Bloch: Suite Hebraique, Obras Completas, para Viola y Piano (con Daniel Raiskin, viola), BMG / Arte Nova Clásicos de 2003
- "El olvido" – Tangos de Astor Piazzolla, (mit dem Okoun Ensemble), BMC 2001
- J. Haydn: Piano Concertos, Hob.XVIII:3, XVIII:4, XVIII:11, (con la Sinfónica de Varsovia y V. Schmidt-Gertenbach) BMG / Arte Nova Clásicos de 1997
- L. van Beethoven, Conciertos para Piano N.º 1 y 3 (con la Filarmónica de Jena y David Montgomery) BMG / Arte Nova Clásicos de 1996
- N. Paganini, 24 Caprichos para Violín con Acompañamiento de Piano de Robert Schumann (con Benjamin Schmid, violín), el ODM de Oro de 1996
- W. A. Mozart: Sonatas KV 19d, 123a, 186c, 497 a cuatro Manos (con Christian Hornef), BMG / Arte Nova Clásicos de 1995